# Tondövhet
En person som är tondöv kan inte identifiera skillnader i tonhöjd (skillnader mellan olika ljudfrekvenser, toner), vilket resulterar i att personen inte kan återge exempelvis en melodislinga korrekt.